# Fayuan Si

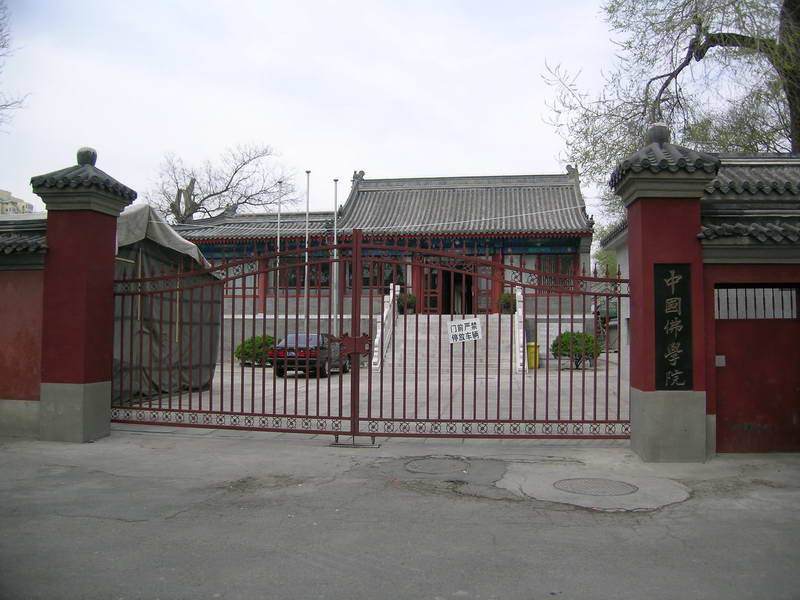
Sitz der Chinesischen Buddhistischen Akademie im Pekinger Fayuan Si

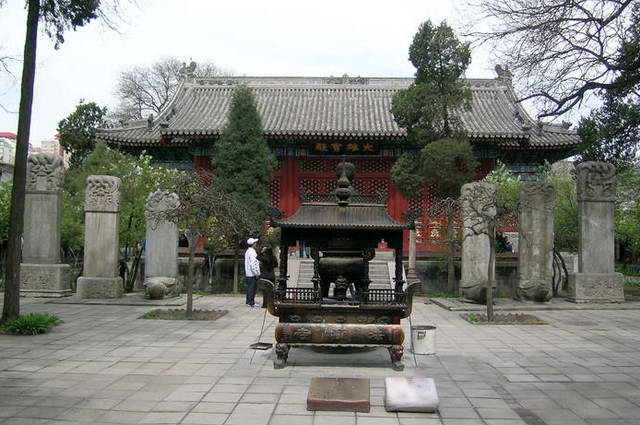
Fayuan-Tempel

Der Fayuan Si (Fayuan-Tempel, Fayuan-Kloster; chinesisch 法源寺, Pinyin Fǎyuán sì) im südlichen Stadtbezirk Xuanwu des historischen Stadtkerns von Peking ist ein altes buddhistisches Kloster. Das Kloster ist seit 1956 Sitz der Chinesischen Buddhistischen Akademie (Zhongguo Foxueyuan), der höchsten buddhistischen Akademie des Landes.
Der Fayuan Si wurde im Jahr 645 der Zeit der Tang-Dynastie erbaut und ist damit der älteste existierende Tempel Pekings. Er hatte im Laufe seiner Geschichte mehrere Namen. Nach mehrmaligen zwischenzeitlichen Renovierungen stammen die meisten Gebäude der heutigen Tempelanlage aus der Zeit der Ming- und Qing-Dynastie.
Der Fayuan Si steht seit 2001 auf der Liste der Denkmäler der Volksrepublik China (5-201).
Er ist einer der Nationalen Schwerpunkttempel des Buddhismus in han-chinesischen Gebieten.